# مانکاچار
مانکاچار (به انگلیسی: Mankachar) یک منطقهٔ مسکونی در هند است که در بخش دهبری واقع شده‌است. مانکاچار ۲۶٬۱۶۲ نفر جمعیت دارد و ۲۷ متر بالاتر از سطح دریا واقع شده‌است.